# Championnat du monde féminin de hockey sur glace 2009
Navigation
Championnat du monde 2008 Championnat du monde 2011
Le Championnat du monde féminin de hockey sur glace 2009 se déroule à Hämeenlinna, en Finlande du 4 au 12 avril 2009. Il s'agit de la treizième édition organisée par la Fédération internationale de hockey sur glace.

## Division Élite

### Tour préliminaire

#### Groupe A
| Date    | Équipe     | Score | Équipe     | Score par période |
| 4 avril | Japon      | 0-8   | États-Unis | 0-4, 0-1, 0-3     |
| 5 avril | Russie     | 3-1   | Japon      | 0-0, 0-0, 3-1     |
| 6 avril | États-Unis | 8-0   | Russie     | 1-0, 5-0, 3-0     |

| Équipe     | MJ | V | Vp | Dp | D | BP | BC | PTS |
| ---------- | -- | - | -- | -- | - | -- | -- | --- |
| États-Unis | 2  | 2 | 0  | 0  | 0 | 16 | 0  | 6   |
| Russie     | 2  | 1 | 0  | 0  | 1 | 3  | 9  | 3   |
| Japon      | 2  | 0 | 0  | 0  | 2 | 1  | 11 | 0   |

#### Groupe B
| Date    | Équipe | Score | Équipe | Score par période |
| 4 avril | Chine  | 1-13  | Canada | 1-5, 0-4, 0-4     |
| 5 avril | Suède  | 6-1   | Chine  | 2-0, 3-0, 1-1     |
| 6 avril | Canada | 7-0   | Suède  | 2-0, 1-0, 4-0     |

| Équipe | MJ | V | Vp | Dp | D | BP | BC | PTS |
| ------ | -- | - | -- | -- | - | -- | -- | --- |
| Canada | 2  | 2 | 0  | 0  | 0 | 20 | 1  | 6   |
| Suède  | 2  | 1 | 0  | 0  | 1 | 6  | 8  | 3   |
| Chine  | 2  | 0 | 0  | 0  | 2 | 2  | 19 | 0   |

#### Groupe C
| Date    | Équipe     | Score      | Équipe     | Score par période       |
| 4 avril | Kazakhstan | 0-7        | Finlande   | 0-2, 0-3, 0-2           |
| 5 avril | Suisse     | 1-2 t.a.b. | Kazakhstan | 0-0, 1-0, 0-1, 0-0, 0-1 |
| 6 avril | Finlande   | 6-3        | Suisse     | 4-1, 1-0, 1-2           |

| Équipe     | MJ | V | Vp | Dp | D | BP | BC | PTS |
| ---------- | -- | - | -- | -- | - | -- | -- | --- |
| Finlande   | 2  | 2 | 0  | 0  | 0 | 13 | 3  | 6   |
| Kazakhstan | 2  | 0 | 1  | 0  | 1 | 2  | 8  | 2   |
| Suisse     | 2  | 0 | 0  | 1  | 1 | 4  | 8  | 1   |

### Tour de qualification

#### Groupe D
| Date     | Équipe     | Score | Équipe     | Score par période |
| 8 avril  | Canada     | 8-0   | Finlande   | 2-0, 2-0, 4-0     |
| 9 avril  | Finlande   | 0-7   | États-Unis | 0-2, 0-3, 0-2     |
| 10 avril | États-Unis | 1-2   | Canada     | 0-0, 0-2, 1-0     |

| Équipe     | MJ | V | Vp | Dp | D | BP | BC | PTS |
| ---------- | -- | - | -- | -- | - | -- | -- | --- |
| Canada     | 2  | 2 | 0  | 0  | 0 | 10 | 1  | 6   |
| États-Unis | 2  | 1 | 0  | 0  | 1 | 8  | 2  | 3   |
| Finlande   | 2  | 0 | 0  | 0  | 2 | 0  | 15 | 0   |

#### Groupe E
| Date     | Équipe     | Score | Équipe     | Score par période |
| 8 avril  | Suède      | 9-0   | Kazakhstan | 2-0, 3-0, 4-0     |
| 9 avril  | Kazakhstan | 2-9   | Russie     | 1-3, 0-3, 1-3     |
| 10 avril | Russie     | 0-8   | Suède      | 0-1, 0-4, 0-3     |

| Équipe     | MJ | V | Vp | Dp | D | BP | BC | PTS |
| ---------- | -- | - | -- | -- | - | -- | -- | --- |
| Suède      | 2  | 2 | 0  | 0  | 0 | 17 | 0  | 6   |
| Russie     | 2  | 1 | 0  | 0  | 1 | 9  | 10 | 3   |
| Kazakhstan | 2  | 0 | 0  | 0  | 2 | 2  | 18 | 0   |

### Petite-finale
| Date     | Équipe   | Score | Équipe | Score par période |
| 12 avril | Finlande | 4-1   | Suède  | 1-0, 1-1, 2-0     |

### Finale
| Date     | Équipe | Score | Équipe     | Score par période |
| 12 avril | Canada | 1-4   | États-Unis | 0-1, 1-1, 0-2     |

Les américaines sont championnes du monde.

### Tour de relégation
| Date     | Équipe | Score      | Équipe | Score par période       |
| 8 avril  | Chine  | 4-5 t.a.b. | Suisse | 2-1, 2-0, 0-3, 0-0, 0-1 |
| 9 avril  | Suisse | 3-2        | Japon  | 0-0, 2-1, 1-1           |
| 10 avril | Japon  | 2-1        | Chine  | 0-0, 2-0, 0-1           |

| Équipe | MJ | V | Vp | Dp | D | BP | BC | PTS |
| ------ | -- | - | -- | -- | - | -- | -- | --- |
| Suisse | 2  | 1 | 1  | 0  | 0 | 8  | 6  | 5   |
| Japon  | 2  | 1 | 0  | 0  | 1 | 4  | 4  | 3   |
| Chine  | 2  | 0 | 0  | 1  | 1 | 5  | 7  | 1   |

Le Japon et la Chine sont relégués en division 2 pour l'édition 2011.

### Classement final
|                    | Équipe     |
| ------------------ | ---------- |
| Médaille d'or      | États-Unis |
| Médaille d'argent  | Canada     |
| Médaille de bronze | Finlande   |
| 4                  | Suède      |
| 5                  | Russie     |
| 6                  | Kazakhstan |
| 7                  | Suisse     |
| 8                  | Japon      |
| 9                  | Chine      |

- Relégué en Division IA en 2011

### Meilleures joueuses
- Meilleure joueuse : Carla MacLeod (Canada)
- Meilleur gardienne : Charline Labonté (Canada)
- Meilleure défenseuse : Jenni Hiirikoski (Finlande)
- Meilleure attaquante : Hayley Wickenheiser (États-Unis)
- Meilleures pointeuses : Julie Chu (États-Unis), Erika Holst (Suède) & Natalie Darwitz (États-Unis) 9 points.

## Division I
La division 1 se déroule à Graz en Autriche du 4 au 10 avril 2009. La France et la République tchèque sont reléguées en division 2 pour l'édition 2011. La Slovaquie est promue en élite pour 2011.
| Date     | Équipe             | Score      | Équipe             | Score par période       |
| 4 avril  | Slovaquie          | 9-4        | Norvège            | 2-0, 1-2, 6-2           |
| 4 avril  | Allemagne          | 5-3        | France             | 2-2, 2-1, 1-0           |
| 4 avril  | République tchèque | 1-4        | Autriche           | 1-0, 0-2, 0-2           |
| 6 avril  | Allemagne          | 4-3        | Norvège            | 3-1, 1-0, 0-2           |
| 6 avril  | Slovaquie          | 1-5        | République tchèque | 1-1, 0-2, 0-2           |
| 6 avril  | Autriche           | 5-2        | France             | 3-0, 1-2, 1-0           |
| 7 avril  | République tchèque | 2-4        | Allemagne          | 1-2, 0-1, 1-1           |
| 7 avril  | France             | 0-4        | Norvège            | 0-1, 0-2, 0-1           |
| 7 avril  | Slovaquie          | 5-3        | Autriche           | 2-2, 2-0, 1-1           |
| 9 avril  | République tchèque | 5-4        | France             | 3-1, 1-2, 1-1           |
| 9 avril  | Allemagne          | 1-2        | Slovaquie          | 0-0, 0-2, 1-0           |
| 9 avril  | Norvège            | 2-1 t.a.b. | Autriche           | 1-0, 0-0, 0-1, 0-0, 1-0 |
| 10 avril | France             | 1-5        | Slovaquie          | 0-0, 1-1, 0-4           |
| 10 avril | Norvège            | 5-4        | République tchèque | 1-2, 1-0, 3-2           |
| 10 avril | Autriche           | 3-6        | Allemagne          | 2-1, 1-3, 0-2           |

| Équipe    | MJ | V | Vp | Dp | D | BP | BC | Diff. | PTS |
| --------- | -- | - | -- | -- | - | -- | -- | ----- | --- |
| Slovaquie | 5  | 4 | 0  | 0  | 1 | 22 | 14 | +8    | 12  |
| Allemagne | 5  | 4 | 0  | 0  | 1 | 20 | 13 | +7    | 12  |
| Norvège   | 5  | 2 | 1  | 0  | 2 | 18 | 18 | 0     | 8   |
| Autriche  | 5  | 2 | 0  | 1  | 2 | 16 | 16 | 0     | 7   |
| Tchéquie  | 5  | 2 | 0  | 0  | 3 | 17 | 18 | −1    | 6   |
| France    | 5  | 0 | 0  | 0  | 5 | 10 | 24 | −14   | 0   |

## Division II
La division 2 se déroule à Torre Pellice en Italie du 12 au 18 avril 2009. La Lettonie est promue en division I pour l'édition 2010 alors que les Pays-Bas sont relégués en division III.
| Date     | Équipe          | Score      | Équipe          | Score par période       |
| 12 avril | Corée du Nord   | 1-6        | Lettonie        | 0-3, 1-1, 0-2           |
| 12 avril | Danemark        | 2-1 t.a.b. | Pays-Bas        | 0-1, 1-0, 0-0, 0-0, 1-0 |
| 12 avril | Grande-Bretagne | 5-3        | Italie          | 3-1, 1-1, 1-1           |
| 13 avril | Pays-Bas        | 0-2        | Grande-Bretagne | 0-1, 0-0, 0-1           |
| 13 avril | Danemark        | 3-4 a.p.   | Corée du Nord   | 1-1, 2-2, 0-0, 0-1      |
| 13 avril | Lettonie        | 5-1        | Italie          | 0-0, 3-0, 2-1           |
| 15 avril | Lettonie        | 5-0        | Danemark        | 0-0, 3-0, 2-0           |
| 15 avril | Danemark        | 1-3        | Grande-Bretagne | 1-2, 0-1, 0-0           |
| 15 avril | Corée du Nord   | 4-2        | Italie          | 0-0, 1-2, 3-0           |
| 16 avril | Pays-Bas        | 1-2        | Corée du Nord   | 0-1, 0-1, 1-0           |
| 16 avril | Grande-Bretagne | 0-3        | Lettonie        | 0-0, 0-2, 0-1           |
| 16 avril | Italie          | 3-2 t.a.b. | Danemark        | 1-0, 0-1, 1-1, 0-0, 1-0 |
| 18 avril | Corée du Nord   | 4-1        | Grande-Bretagne | 2-0, 1-0, 1-1           |
| 18 avril | Lettonie        | 6-2        | Danemark        | 0-0, 2-1, 4-1           |
| 18 avril | Italie          | 6-2        | Pays-Bas        | 2-1, 3-0, 1-1           |

| Équipe          | MJ | V | Vp | Dp | D | BP | BC | Diff. | PTS |
| --------------- | -- | - | -- | -- | - | -- | -- | ----- | --- |
| Lettonie        | 5  | 5 | 0  | 0  | 0 | 25 | 4  | +21   | 15  |
| Corée du Nord   | 5  | 3 | 1  | 0  | 1 | 15 | 13 | +2    | 11  |
| Grande-Bretagne | 5  | 3 | 0  | 0  | 2 | 11 | 11 | 0     | 9   |
| Italie          | 5  | 1 | 1  | 0  | 3 | 15 | 18 | -3    | 5   |
| Danemark        | 5  | 0 | 1  | 2  | 2 | 10 | 17 | -7    | 4   |
| Pays-Bas        | 5  | 0 | 0  | 1  | 4 | 4  | 17 | -13   | 1   |

### Meilleures joueuses
- Meilleur gardienne : Lolita Andrisevska (Lettonie).
- Meilleure défenseuse : Linda de Rocco (Italie).
- Meilleure attaquante : Iveta Koka (Lettonie).
- Meilleure joueuse : Iveta Koka (Lettonie).
- Meilleure pointeuse : Iveta Koka (Lettonie), 20 points.